# Choi Sung-bong
Choi Sung-bong (최성봉?, 崔圣峰?; Seul, 18 febbraio 1990 – Seul, 20 giugno 2023) è stato un cantante sudcoreano, arrivato secondo durante l'edizione 2011 di Korea's Got Talent.

## Biografia

### Infanzia
A tre anni venne abbandonato in un orfanotrofio, dove rimase per due anni. Il nome Sungbong non era quello scelto dai genitori, mai comunicato al ragazzo, ma quello scelto dall'istituto dove era stato abbandonato. Scappò dall'orfanotrofio quando aveva 5 anni a seguito dei ripetuti maltrattamenti e abusi subiti e per 10 anni visse per le strade vendendo gomme da masticare e bevande, consegnando latte e giornali, lavorando come operaio, dormendo nelle toilette o sulle scale di servizio e sopravvivendo come poteva, senza frequentare la scuola.
Fuori da un night club nel quale lavorava conobbe una donna che gli offrì del cibo. Ella lo chiamò Ji-sung e lo incoraggiò a studiare per avere una licenza elementare e media ed entrare al liceo. Grazie al suo intervento, Choi ha frequentato la scuola superiore, diplomandosi a Daejon. La scuola gli richiese ulteriori sacrifici e per pagarsi gli studi accettò un lavoro notturno come operaio durante il quale ebbe un rovinoso incidente per il quale fu ricoverato all'ospedale universitario Kun Yang: quello non fu l'unico incidente, prima di allora Choi aveva avuto altri due incidenti d'auto, ma non potendosi permettere le adeguate cure mediche, non venne visitato né medicato. Durante la sua degenza presso l'ospedale, si esibì per la prima volta davanti un pubblico in uno spettacolo organizzato per  recuperare fondi destinati a studenti poveri.
Successivamente al suo reintegro, il cantante ha preso in considerazione l'idea di abbandonare la scuola, essendo questa troppo costosa per le sue finanze e difficile da conciliare con il proprio lavoro di manovale, ha però trovato alcuni corsi di perfezionamento che ha frequentato periodicamente e si è esercitato da autodidatta.

### Korea's Got Talent
Il 6 giugno 2011, Choi ha mostrato eccezionali doti canore eseguendo Nella fantasia in lingua italiana commuovendo giudici e pubblico. Kolleen Park si è anche proposta di fornire a Choi delle lezioni di canto adeguate al suo talento, a prescindere dal risultato che avrebbe ottenuto nelle competizione. Avanzato alle finali del concorso, si è classificato secondo con 280 voti.
I video YouTube che mostrano Choi mentre canta hanno suscitato molti commenti positivi nel pubblico della rete, attirandogli popolarità e consensi sia per la sua storia che per il grande talento di cui è dotato. Una versione della sua prima esibizione, con sottotitoli in inglese, ha innescato l'interesse della stampa internazionale e Choi è stato identificato come "la nuova Susan Boyle". Lo stesso video ha collezionato più di 140 milioni di visitatori.

## Formazione musicale
Choi è stato ispirato nella sua passione musicale quando aveva 14 anni, dopo aver ascoltato una cantante classica presso il night club dove vendeva gomme da masticare. Choi disse durante l'audizione del Korea's Got Talent che era particolarmente affascinato dalla sincerità della cantante. Ha studiato canto da autodidatta e successivamente ha studiato formazione vocale classica presso il dipartimento musicale della Scuola di Daejeon. Choi ha dichiarato che il suo cantante preferito è Andrea Bocelli.

## Morte
Il cantante morì nel 2023 per suicidio secondo il rapporto documentato della polizia di Seul. Questo baritono dunque seguì l'identico drammatico percorso di travaglio esistenziale, che provocò il suicidio di altri idoli coreani suoi colleghi, tra i quali Goo Ha-ra e Moon Bin. 